# Stadhouderskade 85
Stadhouderskade 85 is een perceel dat gelegen is aan de Stadhouderskade, de zuidoever van de Singelgracht in Amsterdam-Zuid, De Pijp.

## Henriëttehofje
Aan de Stadhouderskade verrees in de jaren zeventig van de 19e eeuw hier een toen luxe bejaardencentrum voor tien dames op leeftijd. Het gebouw stond toen buiten de stad, die ophield bij de Buitensingel (tegenwoordig de Singelgracht). Van verdere stedelijk bebouwing was toen nog geen sprake. Echter al vrij snel verschenen aan deze buitenkant van de stad bedrijven of instellingen. Er kwamen de Heineken brouwerij en de Rijksakademie van beeldende kunsten. Het gebouw werd bekostigd door de zakenman Jacob de Vos Jacobszoon. Hij vernoemde het gebouw naar zijn vrouw Henriëtte Wurfbain. Het uitzicht aan de achterkant werd na verloop van tijd geblokkeerd door de bouwsels die later De Pijp zouden worden. De bewoners kregen daarbij uitzicht op een vroege flat voor arbeiders, Tweede Jacob van Campenstraat 87-89.
Het hof raakte langzaam in verval en in de jaren vijftig van de 20e eeuw moest het gesloopt worden.

## Nieuwbouw
In de jaren 1957 tot en met 1959 werd hier gebouwd aan een nieuw industrieel ontwerp van architectenkantoor Ben Merkelbach & Piet Elling. Zij hadden in opdracht van De Geïllustreerde Pers een kantoorgebouw ontworpen van beton en glas, vliesgevel. De architecten Benjamin Merkelbach en met name Mart Stam zetten een kantoor neer, waarbij de lichtval een van de belangrijkste uitgangspunten was. Het kreeg de bijnaam Glazen Huis. Opvallend aan het gebouw zijn de balkonnetjes. Ze lijken lukraak tegen de voorgevel geplaatst. De zevende etage wijkt terug ten opzichte van de onderliggende zes. De Geïllustreerde Pers had in de jaren daarvoor furore gemaakt met het damesblad Margriet en het kinderstripblad Donald Duck, waarvan zij de Nederlandse rechten had verworven.
In 1965 gingen de Geïllustreerde Pers en de Uitgeverij en Drukkerij De Spaarnestad op in de VNU (Verenigde Nederlandse Uitgeversmaatschappijen), waarna ook andere redacties aan de Stadhouderskade terecht kwamen, zoals van Libelle. In 1995 vertrokken de VNU-bladen naar de Margriettoren in Amsterdam-Zuidoost.
In 1997 vestigde zich aan de Stadhouderskade de Dienst voor het Bevolkingsregister van de Gemeente Amsterdam, eerst als Register Amsterdam, sinds 2005 Dienst Persoonsgegevens (DPG) geheten. In 2008 werd dit uitgebreid tot de Dienst Persoons- en Geo-informatie, in 2011 vernoemd tot Dienst Basisinformatie. In 2013 verhuisde de DBI naar de Jodenbreestraat.
Van 2012 tot 2018 was het Amsterdamse loket van de Immigratie- en Naturalisatiedienst (IND) gevestigd op nummer 85, maar dat verhuisde naar de Pieter Calandlaan. Het pand werd toen verkocht aan een investeerder. 